# جرالد مهر
جرالد مهر (انگلیسی: Gerald Mohr؛ ۱۱ ژوئن ۱۹۱۴ – ۹ نوامبر ۱۹۶۸) یک هنرپیشه اهل ایالات متحده آمریکا بود.
از فیلم‌ها یا برنامه‌های تلویزیونی که وی در آن نقش داشته است می‌توان به داستان بازرس و تک‌تیرانداز اشاره کرد.

## مرگ
مور بر اثر حمله قلبی در سودمالم، استکهلم  درگذشت.